# التحالف المزدوج (1879)
التحالف المزدوج (بالإنجليزية: Dual Alliance)‏ كان تحالفًا دفاعيًا بين الإمبراطورية الألمانية والإمبراطورية النمساوية المجرية. أُنشئ هذا التحالف بموجب معاهدة في 7 أكتوبر 1879 كجزء من خطة أوتو فون بسمارك لمنع أو الحد من الحرب في أوروبا.